# Estado do Catanga
Estado do Catanga ou de Catanga (État du Katanga; Inchi ya Katanga) foi um Estado separatista proclamado em 11 de julho de 1960 separando-se da recém-independente República do Congo (Léopoldville). Em revolta contra o novo governo de Patrice Lumumba, em julho, o Catanga declarou a independência sob Moise Tshombe, líder do partido CONAKAT local. O novo governo do Catanga não desfrutava do apoio em toda a província, sobretudo nas áreas do norte de Baluba.
A declaração de independência foi feita com o apoio dos interesses empresariais belgas e mais de 6000 soldados belgas. Tshombe era conhecido por ser próximo dessas empresas e dos industriais belgas que extraiam os ricos recursos de cobre, ouro e urânio. O Catanga era uma das áreas mais ricas e desenvolvidas da República do Congo. Sem o Catanga, o Congo perderia uma grande parte de seu patrimônio mineral e, consequentemente, de renda do governo. O ponto de vista do governo central congolês e uma grande parte da opinião pública internacional era que esta era uma tentativa de criar um Estado fantoche controlado pela Bélgica em benefício dos interesses de mineração. Nem mesmo a Bélgica reconheceu oficialmente o novo Estado, apesar de ter-lhe fornecido ajuda militar.
A força militar designada Gendarmaria de Catanga, criada pelo governo Tshombe, foi inicialmente organizada e treinada por oficiais belgas regulares e, posteriormente, por mercenários europeus de várias nações.